# Pokomandya curticornis
Pokomandya curticornis är en stekelart som beskrevs av Fischer 1959. Pokomandya curticornis ingår i släktet Pokomandya och familjen bracksteklar. Inga underarter finns listade i Catalogue of Life.